# Колібрі-кокетка золотовусий
Колі́брі-коке́тка золотовусий (Lophornis ornatus) — вид серпокрильцеподібних птахів родини колібрієвих (Trochilidae). Мешкає в Південній Америці.

## Опис

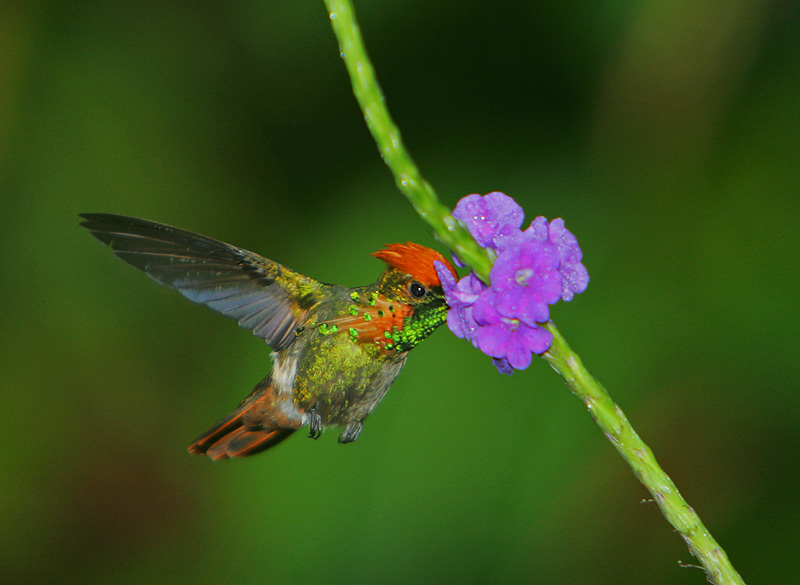
Самець золотовусого колібрі-кокетки

Довжина птаха становить 6,8-7 см, вага 2,3-2,8 г. У самців тім'я райдужно-зелене, на ньому є довгий рудий чуб. Верхня частина тіла мідно-зелена, на надхвісті білувата смуга, помітна в польоті. Верхні покривні пера хвоста фіолетові, центральні стернові пера бронзово-зелені, крайні стернові пера рудувато-коричневі, поцятковані бронзово-зеленими плямами. Горло смарагдово-зелене, решта нижньої частини тіла блідо-зелена. На щоках і шиї з боків є довгі пучки рудувато-коричневого пір'я, біля основи вони поцятковані блискучими зеленими плямками. Дзьоб прямий, червоний з чорним кінчиком, довжиною 10 мм.
У самиць чуб і пучки на щоках відсутні, надхвістя у них охристе, нижня частина тіла рудувато-коричневе, живіт блідіший, боки зелені. Хвіст переважно бронзово-зелений з темною смугою на кінці і білим кінчиком. Забарвлення молодих птахів є подібне до забарвлення самиць, однак горло у них білувате, поцятковане невеликими темними плямками.

## Таксономія
Золотовусий колібрі-кокетка був описаний французьким натуралістом Жоржем-Луї Леклерком де Бюффоном в 1780 році в праці «Histoire Naturelle des Oiseaux» за зразком з Каєнни (Французька Гвіана). Науково вид був описаний в 1783 році, коли голландський натураліст Пітер Боддерт класифікував його під назвою Trochilus ornatus у своїй праці «Planches Enluminées». Пізніше вид був переведений до роду Колібрі-кокетка (Lophornis), введеного французьким орнітологом Рене Прімевером Лессоном у 1829 році. Золотовусий колібрі-кокетка є типовим видом цього роду.

## Поширення і екологія
Золотовусі колібрі-кокетки мешкають в центральній і східній Венесуелі, Гаяні, Суринамі, Французькій Гвіані, на півночі Бразильської Амазонії (від Рорайми до Амапи), а також на півночі Венесуели (північний схід Ансоатегі, північ Монагаса, Сукре) і на острові Тринідад. Вони живуть на узліссях вологих тропічних лісів, в галерейних лісах, на плантаціях і полях, в саванах. Зустрічаються на висоті до 950 м над рівнем моря, переважно на висоті понад 500 м над рівнем моря.
Золотовусі колібрі-кокетки живляться нектаром квітучих рослин з родин акантових, ластівневих (зокрема нектаром ваточника), айстрових, молочайних, бобових (зокрема нектаром Cajanus cajan), глухокропивних, марантових, миртових, маренових і вербенових. Вони віддають перевагу квітами з невеликими віночками, бідним на нектар, які зазвичай запилюються не іншими колібрі, а комахами. В пошуках нектару птахи переміщуються по певному марштруту, коромові території не охороняють. Крім того, вони доповнюють свій раціон комахами, яких ловлять в польоті.
Сезон розмноження на Тринідаді припадає на сухий сезон з січя по квітень, в Гаяні з грудях по березень. Гніздо невелике, чашоподібне, робиться з тонких, м'яких волокон, розміщується на висоті 2 м над землею. В кладці 2 яйця. Інкубаційний період триває 13-14 днів, пташенята покидають гніздо через 20 днів після вилуплення.